# Osevní postup

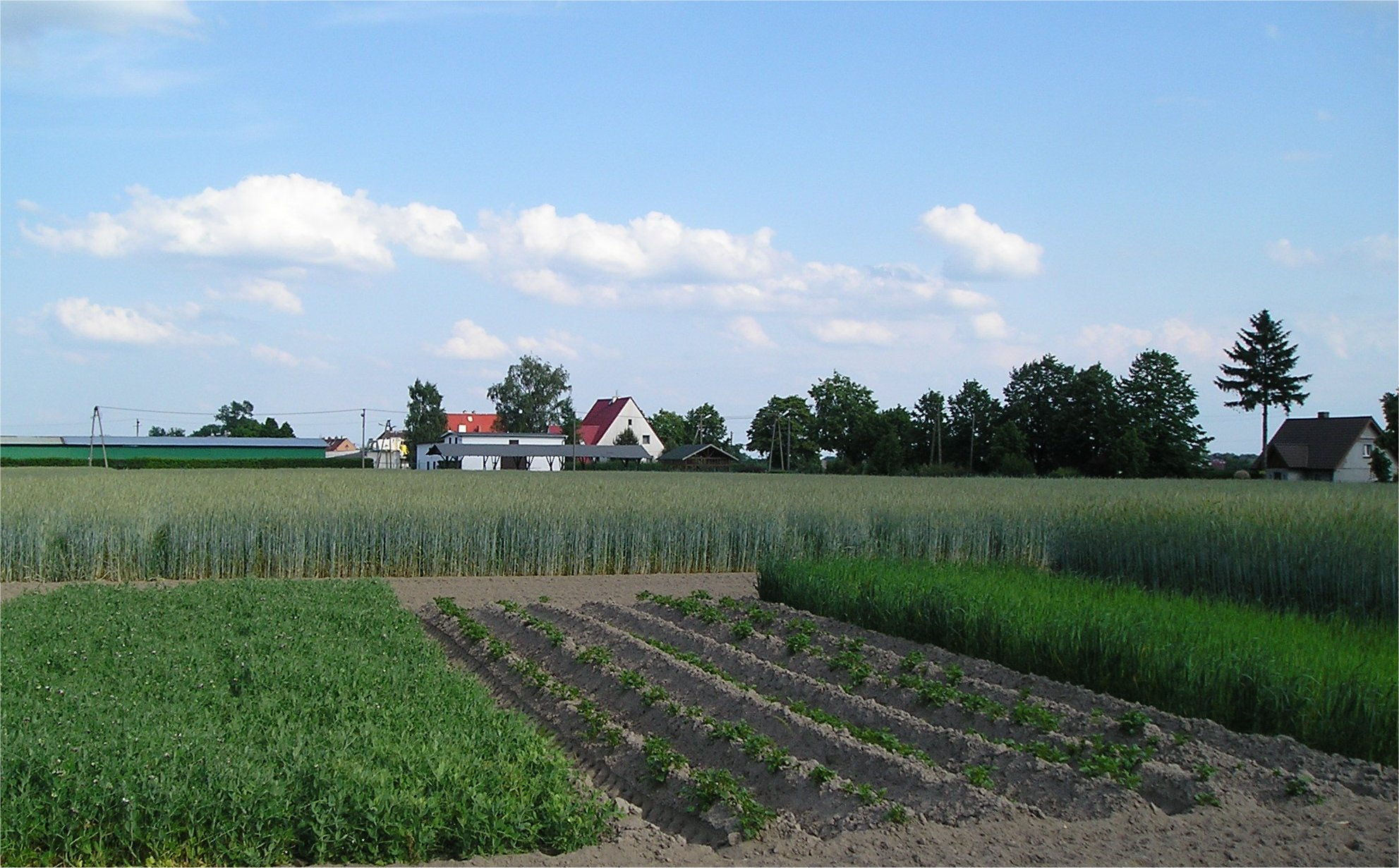
Aplikace Norfolkské soustavy na experimentální farmě Univerzity Wroclaw; na záhonech v popředí se střídají brambory, oves, hrách a žito; v pozadí se pěstuje žito již 58 let po sobě

Osevní postup je plán postupného střídání plodin na pozemcích (záhonech).

## Význam
Dodržováním zásad racionálního střídání plodin se daří snižovat výskyt plevelů, chorob a škůdců a pomocí předplodiny vytvářet optimální podmínky pro plodinu následnou (což se projeví pozitivně na výnosu a kvalitě pěstovaných plodin). Vyrovnaná struktura plodin a jejich vhodné rozmístění v osevním postupu navíc ovlivňuje příznivě úrodnost půdy a její jednotlivé fyzikální, chemické i biologické vlastnosti, mimo jiné dostatek přístupných živin a dobrou strukturu půdy. Střídání hluboko a mělce kořenících rostlin, okopanin a obilovin, pícnin a zrnin, širokolistých a úzkolistých rostlin, pravidelné organické hnojení, doplňování živin minerálními hnojivy a odstranění limitujících vlastností (např. nedostatek některých stopových prvků – Mg, B, Mn) zajistí tyto základní podmínky a trvalou úrodnost půdy.

## Vývoj osevních postupů
- Žďáření – plocha pozemku se získala vypálením části lesů;
- Přílohová soustava – část pozemku se zatravní na 10 až 12 let a využívá se jen k pastvě;
- Úhorová soustava (trojhonná soustava) – neosetý pozemek nechaný 1 rok ladem (úhor, ozim, jařina);
- Norfolkská soustava (čtyřhonná soustava) – jetel, ozim, okopanina, jařina.